# László Vajda
László (Ladislao) Vajda ( 1890 - 1986, Budapest), fue un briólogo, y botánico húngaro cuyas actividades estaban enraizadas en los principios teóricos y científicos de la botánica. Fue profesor de Botánica en la Universidad Eötvös Loránd de Budapest.

## Algunas publicaciones

### Libros
- lászló Vajda, istván Rácz, zsolt Debreczy, ferenc Németh. 1984. Flora photographica Carpato-Pannonica: hét évtized flóraképei. Ed. Képzőművészeti Kiadó. 153 pp. ISBN 963-336-324-1
- ernő Vajda, lászló Vajda. 1930. Flora photographica Hungariae. Ed. Á Studium könyvkiadó

- La abreviatura «Vajda» se emplea para indicar a László Vajda como autoridad en la descripción y clasificación científica de los vegetales.[1]